# Криворізький землетрус
Криворізький землетрус 2013 року — поштовхи в земній корі магнітудою до 4,6 балів, які були зафіксовані о 00:16:33 за місцевим часом, 24 червня 2013 року, приблизно в 100 км на південний схід від Кривого Рогу.

## Основні відомості
Епіцентр локалізований між селами Ордо-Василівка та Криничувате Софіївського району Дніпропетровської області в точці з координатами 48°07′ пн. ш. 33°27′ сх. д. / 48.12° пн. ш. 33.45° сх. д.. За даними Середземноморського сейсмологічного центру глибина фокусу землетрусу оцінена у 2 км під земною поверхнею. Цей землетрус є нетиповим для асейсмічної зони Українського кристалічного щита. Про жертв та руйнування даних немає.
Згідно з даними з відділу сейсмології інституту геофізики Академії наук України і головного центру спеціального контролю Державного космічного агентства, було зафіксовано сейсмічну активність силою від 4 до 5 балів за шкалою Ріхтера.
У сейсмотектонічному відношенні район Криворізького землетрусу це складна за будовою тектонічна зона, в якій ГСЗ відмічено контрастне збільшення товщини земної кори (від 38 до 53 км) і східчасто-подібне занурення відбиваючих сейсмічних горизонтів.